# Immeuble Jardet
L'immeuble Jardet est un immeuble situé à Thueyts, en France.

## Localisation
L'immeuble est situé sur la commune de Thueyts, dans le département français de l'Ardèche.

## Classement
L'édifice est inscrit au titre des monuments historiques en 1988.